# Margo Chene Pretorius
Margo Chene Pretorius (* 9. Juni 1994) ist eine südafrikanische Hammerwerferin.

## Sportliche Laufbahn
Erste internationale Erfahrungen sammelte Margo Chene Pretorius bei den Juniorenafrikameisterschaften 2013 in Réduit, bei denen sie mit 49,66 m die Silbermedaille gewann. 2016 belegte sie bei den Afrikameisterschaften im heimischen Durban mit 50,46 m den neunten Platz und 2018 wurde sie bei den Afrikameisterschaften in Asaba mit 58,86 m Sechste. Im Jahr darauf nahm sie erstmals an den Afrikaspielen in Rabat teil und belegte dort mit einer Weite von 60,30 m den siebten Platz.
2015 sowie 2018 und 2019 wurde Pretorius südafrikanische Meisterin im Hammerwurf.